# Красовский, Андрей Афанасьевич
Андрей Афанасьевич Красовский (1822—1868) — русский военный, общественный деятель, революционер. Член «Земли и воли», подполковник. В 1862 за пропаганду среди солдат и крестьян приговорён к 12 годам каторги. Сын генерала Афанасия Ивановича Красовского.

## Биография
Из дворян Орловской губернии. Получил хорошее образование, знал несколько европейских языков: французский, немецкий, английский, итальянский, польский. Подполковник резервного дивизиона Александрийского гусарского полка. Высочайшим приказом от 3 октября 1857 года был уволен в бессрочный отпуск, 27 января 1858 года получил разрешение на выезд за границу для излечения болезни.
В 1860 году принимал участие в походах Гарибальди. Был знаком с Герценом.
В 1862 году, по возвращении в Россию, был тесно связан с кружком «хлопоманов» (Вл. Синегуб и др.). В 1862 г. арестован в Киеве по обвинению в распространении среди нижних чинов Житомирского полка, выступавших для усмирения крестьян, воззваний с призывом не поднимать оружия против крестьян. Был предан военному суду в Киеве, которым 11 октября 1862 года приговорён к расстрелу, заменённому лишением чинов и всех прав состояния и ссылкой на каторжные работы в рудниках на 12 лет. По прибытии в феврале 1864 года водворён на каторжные работы в Петровском Заводе, в 1865 году переведён в Александровский Завод Нерчинского горного округа. В мае 1867 года срок каторжных работ был сокращён до 8 лет.
В мае 1868 года, получив известие о смерти жены, уже находясь на поселении, бежал под предлогом, что отправился на охоту. Был убит казаком, с которым сговорился о побеге, так как имел при себе 450 руб., очень значительную сумму по тем временам. При трупе Красовского, обнаруженном через несколько дней в двух километрах от дороги, нашли документы, часы, 50 руб. и посмертную записку, в которой он берёт свою смерть на себя. Политические ссыльные Николаев и Зелонка сходятся в своих воспоминаниях на мнении, что это было убийство. Убийство беглого в Сибири было не наказуемо.